# Звяги
Звяги — деревня в Городокском районе Витебской области Белоруссии. Входит в состав Межанского сельсовета.
Находится примерно в 8 км к западу от более крупной деревни Межа.

## Население
- 1999 год — 67 человек
- 2010 год — 49 человек [3]
- 2019 год — 34 человека[1]